# Station Skalbjerg
Station Skalbjerg is een station in Skalbjerg in de  Deense gemeente  Assens.  Skalbjerg ligt aan de spoorlijn van Nyborg naar Fredericia, de hoofdverbinding tussen Kopenhagen en Jutland. Het station wordt alleen aangedaan door regiotreinen, de Intercity's passeren zonder stop. 
Het stationsgebouw uit 1908 werd ontworpen door Heinrich Wenck. Het gebouw is nog aanwezig, maar is niet meer als station in gebruik. Voor de reizigers is er een abri met kaartenautomaat.